# Park Chan-wook
Park Chan-wook (hangul: 박찬욱; hanja: 朴贊郁; rr: Bak Chanuk; MR: Pak Ch'anuk; Seul, Coreia do Sul, 23 de Agosto de 1963), é um diretor, roteirista, produtor cinematográfico e crítico sul-coreano. Ele é considerado um dos cineastas mais proeminentes do cinema sul-coreano e também do cinema mundial do século XXI. Seus filmes ganharam notoriedade por sua cinematografia e enquadramento, humor negro e temas muitas vezes brutais.
O primeiro grande sucesso comercial e de crítica de Park veio com Zona de Risco (2000), que foi o filme sul-coreano mais assistido na época. Este filme o ajudou a garantir mais liberdade criativa em seus filmes seguintes, Mr. Vingança (2002) e Oldboy (2003), que recebeu ampla aclamação da crítica em todo o mundo, com este último também ganhando o prêmio Grand Prix no Festival de Cinema de Cannes. Lady Vingança (2005), outro filme da trilogia não-oficial Trilogia da Vingança, também recebeu elogios da crítica.
Seu thriller psicológico A Criada (2016) estreou em competição com ótimas críticas no Festival de Cinema de Cannes de 2016, foi indicado para a Palma de Ouro e Queer Palm e ganhou o Prêmio Vulcain de Artes Técnicas; o filme teve sucesso comercial e de crítica em vários países, incluindo Coreia do Sul, Estados Unidos e Reino Unido. Também ganhou a categoria de Melhor Filme em Língua Não-Inglesa. Por Decisão de Partir (2022), Park ganhou o prêmio de Melhor Diretor no Festival de Cinema de Cannes de 2022 e o filme foi selecionado para concorrer à Palma de Ouro.
Ele também é conhecido por Sede de Sangue (2009) e pelas obras em inglês Stoker (2013) e The Little Drummer Girl (2018), minissérie de televisão baseada no romance homônimo de John le Carré.

## Vida pregressa
Park Chan-wook nasceu em 23 de agosto de 1963 em Seul. Seus pais eram residentes nativos de Seul e moravam em Seul há cinco gerações. Seu pai, Park Don-seo, era professor de arquitetura e ex-reitor da Faculdade de Engenharia da Universidade Ajou. Enquanto isso, seu avô, Park Seung-seo, era o ex-presidente da Ordem dos Advogados da Coreia. Seu irmão, Park Chan-kyong, também é cineasta.
Park estudou filosofia na Universidade Sogang, onde, decepcionado com a orientação analítica do departamento e a consequente escassa oferta em estética, fundou um clube de cinema, a Comunidade de Cinema Sogang, e publicou vários artigos sobre cinema contemporâneo. Com a intenção original de ser crítico de arte, Park, ao ver Vertigo, resolveu se tornar cineasta. Após a formatura, ele escreveu artigos sobre cinema para revistas e logo se tornou assistente de direção de filmes como Kkamdong, dirigido por Yu Yeong-jin, e Pintura em aquarela em um dia chuvoso, dirigido por Kwak Jae-yong (My Sassy Girl).

## Carreira

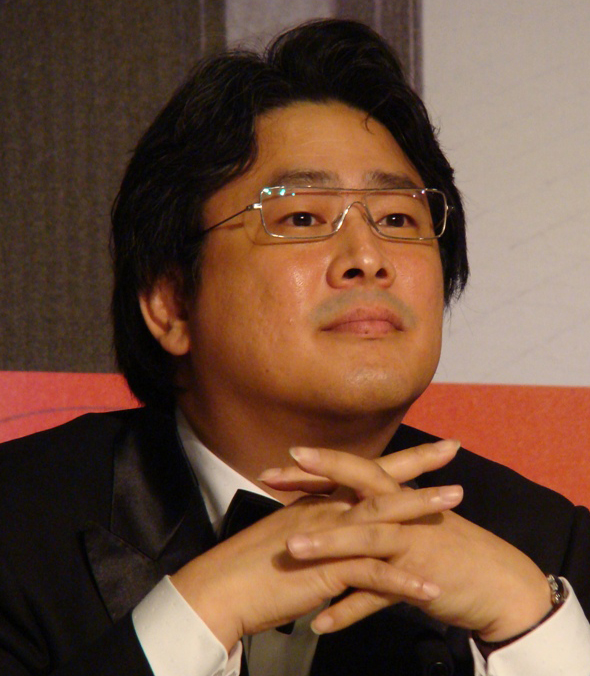
Park Chan-wook no Festival de Cinema de Cannes de 2009.

O longa-metragem de estreia de Park foi The Moon Is... the Sun's Dream (1992). Depois de cinco anos, fez seu segundo filme, Trio. Os primeiros filmes de Park não tiveram sucesso de bilheteria e ele seguiu a carreira de crítico de cinema para ganhar a vida. Em entrevista em 2017, ele disse “Muita gente pensa que meu filme de estreia na direção é JSA, mas quero que continue assim”.
Em 2000, Park dirigiu Joint Security Area (JSA), que foi um grande sucesso comercial e crítico, superando até mesmo Shiri, de Kang Je-gyu, como o filme mais assistido já feito na Coreia do Sul. Esse sucesso possibilitou a Park fazer seu próximo filme de forma mais independente. O filme Sr. Vingança é o resultado dessa liberdade criativa. A Trilogia de Vingança de Park, intitulada não-oficialmente, consiste em Sr. Vingança (2002), Oldboy (2003) e Lady Vingança (2005). Não foi originalmente planejado para ser uma trilogia. Park ganhou o Grand Prix no Festival de Cinema de Cannes de 2004 por Oldboy. Os filmes tratam da total futilidade da vingança e de como ela causa estragos na vida dos envolvidos. Lady Vingança foi distribuído pela Tartan Films para lançamento nos cinemas dos Estados Unidos em abril de 2006.
O diretor americano Quentin Tarantino é um fã declarado de Park. Como jurado principal do Festival de Cinema de Cannes de 2004, ele pressionou pessoalmente para que Oldboy de Park recebesse a Palma de Ouro (a honraria acabou indo para Fahrenheit 9/11, de Michael Moore). Oldboy conquistou o Grand Prix, a segunda maior homenagem de Cannes. Tarantino também considera a Joint Security Area de Park um dos "vinte melhores filmes feitos desde 1992".
Desde 2004, Park é dono da produtora Moho Film, que participou da produção de Snowpiercer (2013) e A Criada (2016). Em 2006, Park foi membro do júri oficial do 63º Festival Internacional de Cinema de Veneza. Em fevereiro de 2007, Park ganhou o Prêmio Alfred Bauer no 57º Festival Internacional de Cinema de Berlim. O prêmio, que leva o nome do fundador do festival e elogia os trabalhos que apresentam novas perspectivas, foi para Park por seu filme, Eu Sou um Cyborg, e Daí?. Em 2009, Park dirigiu o filme de vampiros Sede de Sangue, estrelado por Song Kang-ho, que ganhou o Prix du Jury (ao lado de Fish Tank, dirigido por Andrea Arnold) no Festival de Cinema de Cannes de 2009. Ele considerou dirigir Tinker Tailor Soldier Spy, mas acabou recusando.

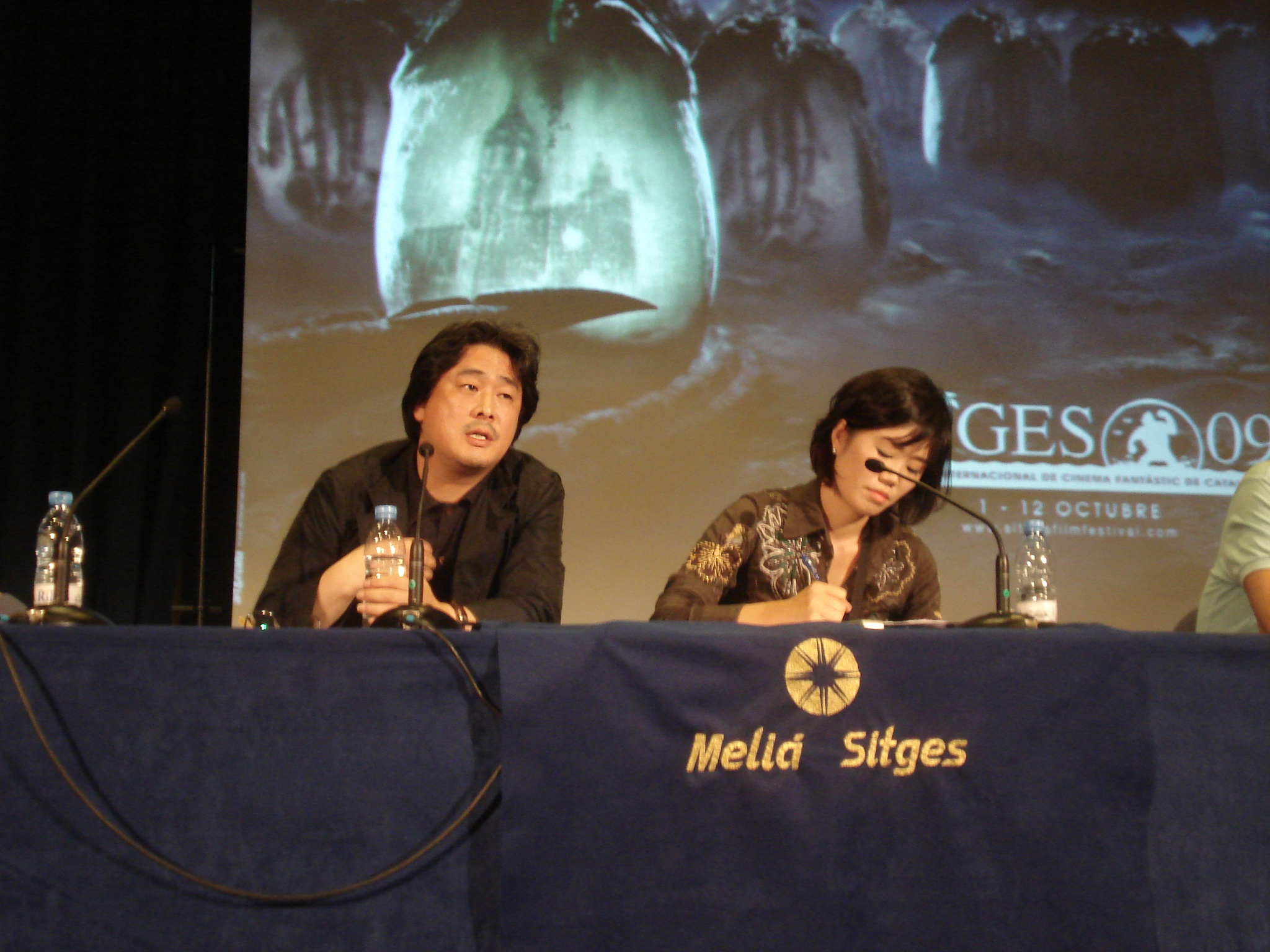
Park no Festival Internacional de Cinema da Catalunha 2009.

Em 2011, Park disse que seu novo filme de terror e fantasia Paranmanjang (Pesca Noturna) foi filmado inteiramente no iPhone. O filme foi co-dirigido com o irmão mais novo de Park, Park Chan-kyong, que não tinha experiência anterior em direção. Foi indicado para os curtas-metragens da Berlinale durante o Festival de Cinema de Berlim de 2011 e ganhou o Urso de Ouro de Melhor Curta-Metragem. Em 2013, Park dirigiu seu primeiro filme em inglês, Stoker. Ele disse que aprendeu a acelerar o processo de produção e concluiu as filmagens em 480 horas. Embora Park fale inglês, ele usou um intérprete no set. Sobre o motivo pelo qual o roteiro atraiu sua atenção, Park disse: “Não era um roteiro que tentava explicar tudo e deixava muitas coisas como perguntas, então leva o público a encontrar respostas por si mesmo, e é isso que eu gostei no roteiro. .. Gosto de contar grandes histórias através de pequenos mundos criados artificialmente”. Em 2 de março de 2013, Park apareceu em um painel de discussão sobre o filme Stoker realizado na Freer Gallery of Art nos Museus de Arte Asiática do Smithsonian.

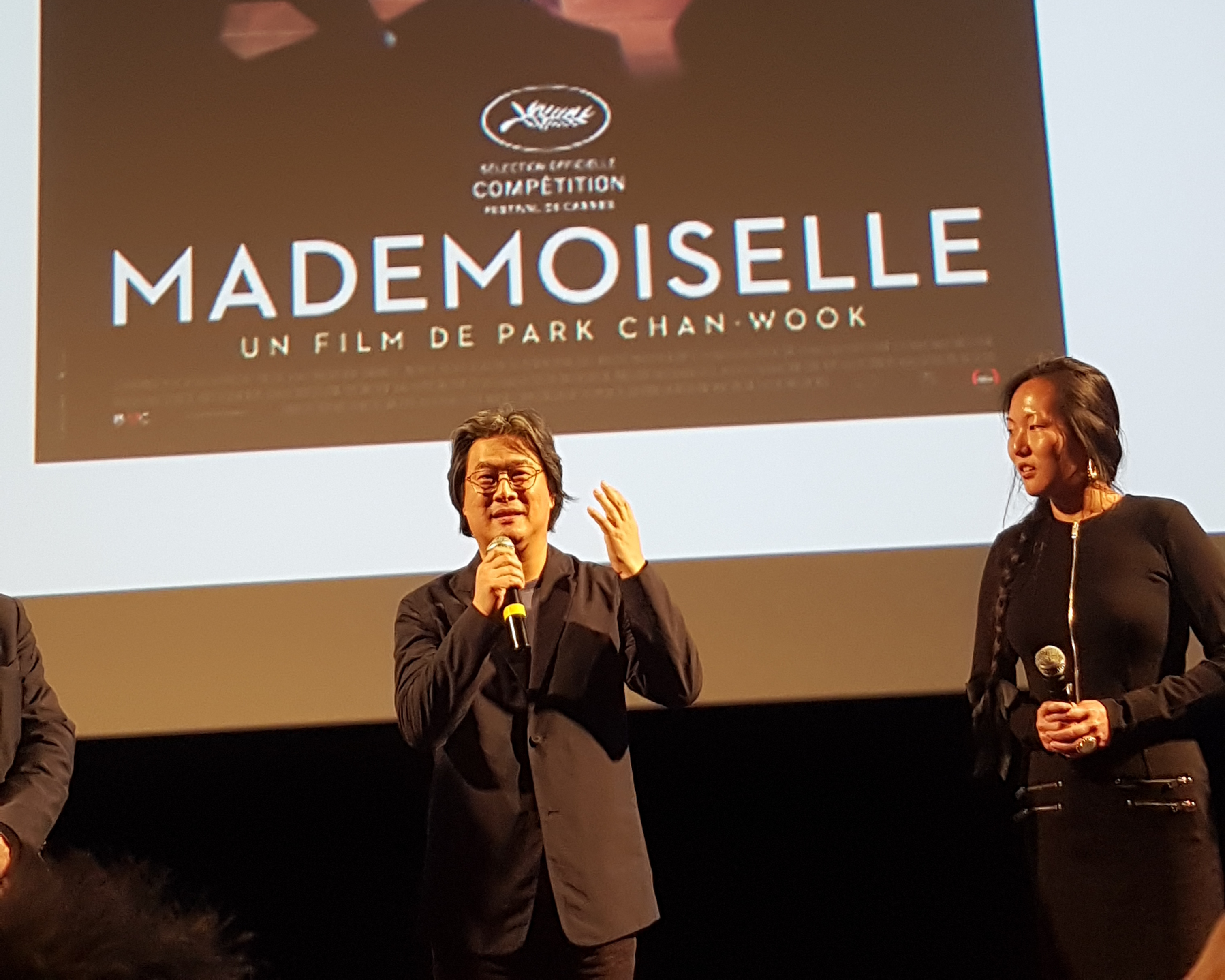
Park apresentando A Criada no Festival de Cinema Lumière 2016.

Em 2014, Park dirigiu um curta-metragem encomendado pela marca de luxo Ermenegildo Zegna, co-escrito por ele mesmo, Ayako Fujitani, Chung Chung-hoon e Michael Werwie, com trilha sonora de Clint Mansell e estrelado por Jack Huston e Daniel Wu. Foi exibido no Festival Internacional de Cinema de Roma e no Festival Internacional de Cinema de Busan. Em outubro de 2014, foi anunciado que Park havia assinado contrato para dirigir o filme de ficção científica sobre troca de corpos, Second Born. Em setembro do mesmo ano, foi anunciado que Park adaptaria Fingersmith, um romance policial histórico de Sarah Waters. O filme entrou em produção em meados de 2015 e terminou em 31 de outubro de 2015. Esse filme acabou se tornando A Criada e estreou em competição com ótimas críticas no Festival de Cinema de Cannes de 2016 onde o diretor artístico Seong-hie Ryu ganhou o Prêmio Vulcain de Artes Técnicas e o filme foi indicado para a Palma de Ouro e Palma Queer. No Buil Film Awards de 2016, A Criada ganhou as categorias de Melhor Nova Atriz (Tae-ri Kim), Prêmio do Júri dos Leitores do Buil e Melhor Direção de Arte (Seong-hie Ryu). O filme detém uma avaliação de 95% no Rotten Tomatoes e obteve sucesso de bilheteria em vários países, incluindo Coreia do Sul, Estados Unidos e Reino Unido.
Em janeiro de 2018, foi anunciado que Park dirigiria uma adaptação de uma minissérie para TV de The Little Drummer Girl, romance de John le Carré. Foi ao ar na BBC One em outubro daquele ano e é estrelado por Michael Shannon, Florence Pugh e Alexander Skarsgård. No 24º Festival Internacional de Cinema de Busan, Park disse que estava escrevendo roteiros para longas-metragens, para teatro e para TV, incluindo um novo capítulo da Trilogia de Vingança, uma segunda adaptação do romance de Donald E. Westlake, The Axe. Em maio de 2020, foi anunciado que ele estava trabalhando no roteiro de seu próximo filme, provisoriamente intitulado Heeojil gyeolsim (Decisão de Partir). É descrito como um melodrama e será estrelado por Tang Wei e Park Hae-il. Ele foi premiado como Melhor Diretor no Festival de Cinema de Cannes de 2022 por seu trabalho em Decisão de Partir.

## Influências

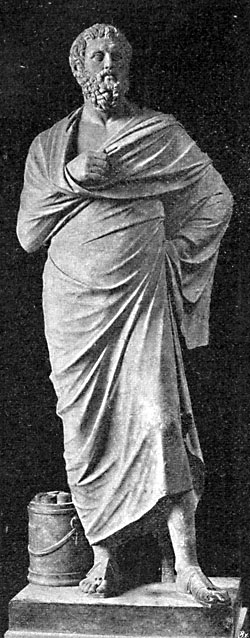
Estátua de Sófocles.

Em uma entrevista de maio de 2004 ao The Hollywood Reporter, Park listou Sófocles, Shakespeare, Kafka, Dostoiévski, Balzac e Kurt Vonnegut como influências em sua carreira. Sua lista de 61 filmes favoritos para o LaCinetek inclui várias entradas de obras de Luchino Visconti, Abel Ferrara, Michelangelo Antonioni, Mikio Naruse e Alfred Hitchcock. Ele nomeou Taxi Driver de Martin Scorsese como um de seus filmes favoritos, um "monumento da história do cinema".
Park tem um histórico de colaborações de sucesso com vários indivíduos talentosos da indústria cinematográfica. Entre essas colaborações, a parceria mais antiga é com o editor Kim Sang-bum. O relacionamento deles remonta a quando Park, então estudante universitário, ingressou no departamento de direção liderado pelo editor-chefe Kim Sang-bum. É importante notar que o falecido pai do editor Kim Sang-bum, o também editor Kim Hee-soo, esteve envolvido no filme de estreia de Park Chan-wook, The Moon Is... the Sun's Dream como editor. Desde o filme Joint Security Area (1998), o editor Kim Sang-bum editou todas as obras de Park Chan-wook, exceto Stoker (2013), até A Criada. Por seu trabalho de edição no último filme de Park, Decisão de Partir, Kim Sang-bum ganhou o Prêmio José Salcedo de Melhor Edição na Semana Internacional de Cine de Valladolid. Park também colaborou com o diretor musical Jo Yeong-wook desde Joint Security Area (1998). Desde então, os dois trabalharam em vários outros projetos juntos, incluindo Oldboy, Lady Vingança, A Criada e Decisão de Partir.
Park também trabalhou em estreita colaboração com o diretor de arte Ryu Seong-hie, que estava filmando Memórias de um Assassino quando Park a convidou para trabalhar em Oldboy. Desde então, ela trabalhou com Park em Eu Sou um Cyborg, e Daí?, Sede de Sangue, A Criada e Decisão de Partir. Park tem habilidade para atrair talentos de atuação de primeira linha e algumas das estrelas mais conhecidas da Coreia, como Choi Min-sik e Song Kang-ho, foram parte integrante de sua seleção de elenco. Song Kang-ho, em particular, apareceu em seis longas-metragens de Park. Park Hae-il e Shin Ha-kyun também trabalharam com Park em diversas ocasiões, três e quatro, respectivamente. Suas colaborações foram altamente consideradas pelo público e pela crítica.

## Vida privada
Park foi criado em uma família católica devota na Coreia e se descreve como ateu. Park foi criado em um ambiente que fomentou a cultura e as atividades intelectuais. Seu pai, Park Don-seo, atuou como professor de arquitetura e ex-reitor da Faculdade de Engenharia da Universidade Ajou, enquanto seu avô, Park Seung-seo, ocupou o estimado cargo de ex-presidente da Ordem dos Advogados da Coreia. Além disso, o irmão mais novo de Park, Park Chan-kyong, atua como pintor e crítico de arte.
Park foi apresentado a sua futura esposa, Kim Eun-hee, por uma amiga em comum quando ela era estudante na Universidade de Mulheres Ewha. No 15º Festival Internacional de Cinema de Marrakech, Park prestou homenagem à sua esposa Kim Eun-hee por seu apoio ao longo de sua carreira. A filha de Park, Park Seo-woo, estudou na Universidade Nacional de Artes da Coreia e trabalhou como membro da equipe de arte no filme A Criada.
Park Chan-wook expressou apoio ao Partido Democrático Trabalhista e também foi membro de seu sucessor, o Novo Partido Progressista. Ele apoiou o candidato do Partido da Justiça, Sim Sang-jung, nas eleições presidenciais sul-coreanas de 2017.

## Filmografia

### Longas-metragens
| Ano             | Título                          | Creditado como | Creditado como | Creditado como | Notas                     | Ref.   |
| Ano             | Título                          | Diretor        | Roteirista     | Produtor       | Notas                     | Ref.   |
| --------------- | ------------------------------- | -------------- | -------------- | -------------- | ------------------------- | ------ |
| 1992            | The Moon Is... the Sun's Dream  | Sim            | Sim            |                |                           |        |
| 1997            | Saminjo                         | Sim            | Sim            |                |                           | [ 62 ] |
| 2000            | Simpan                          |                | Sim            |                |                           |        |
| 2000            | Joint Security Area             | Sim            | Sim            |                |                           | [ 63 ] |
| 2001            | The Humanist                    |                | Sim            |                |                           |        |
| 2002            | Boksuneun naui geot             | Sim            | Sim            |                |                           |        |
| 2002            | A Bizarre Love Triangle         |                | Sim            |                |                           |        |
| 2003            | Oldeuboi                        | Sim            | Sim            |                |                           | [ 64 ] |
| 2005            | Chinjeolhan geumjassi           | Sim            | Sim            |                | Lançado no Brasil em 2007 | [ 65 ] |
| 2005            | Boy Goes to Heaven              |                | Sim            |                |                           |        |
| 2006            | Ssa-i-bo-geu-ji-man-gwen-chan-a | Sim            | Sim            | Sim            |                           |        |
| 2008            | Misseu Hongdangmu               |                | Sim            | Sim            |                           | [ 66 ] |
| 2009            | Bakjwi                          | Sim            | Sim            | Sim            |                           | [ 67 ] |
| 2013            | Stoker                          | Sim            |                |                | Estreia em língua inglesa | [ 68 ] |
| 2013            | Snowpiercer                     |                |                | Sim            |                           |        |
| 2014            | Bitter, Sweet, Seoul            | Sim            | Sim            | Sim            | Documentário              | [ 69 ] |
| 2016            | A Criada                        | Sim            | Sim            | Sim            |                           | [ 70 ] |
| 2016            | Bimileun Eopda                  |                | Sim            |                |                           |        |
| 2022            | Heojil gyeolsim                 | Sim            | Sim            | Sim            |                           | [ 71 ] |
| 2024            | Jeon, Ran                       |                | Sim            | Sim            | Filme da Netflix          | [ 72 ] |
| rowspan="2"     | The Axe                         | Sim            | Sim            | Sim            |                           |        |
| The Jailbreaker |                                 | Sim            | Sim            | Sim            | Produções Yong e Moho     |        |

### Curtas-metragens
| Ano  | Título                              | Segmento                       | Creditado como | Creditado como | Creditado como | Ref.          |
| Ano  | Título                              | Segmento                       | Diretor        | Roteirista     | Produtor       | Ref.          |
| ---- | ----------------------------------- | ------------------------------ | -------------- | -------------- | -------------- | ------------- |
| 1999 | Simpan                              | —                              | Sim            | Sim            | Sim            | [ 73 ]        |
| 2003 | If You Were Me                      | Never Ending Peace And Love    | Sim            | Sim            |                | [ 74 ] [ 75 ] |
| 2004 | Três... Extremos                    | Edição                         | Sim            | Sim            |                |               |
| 2011 | Paranmanjang                        | —                              | Sim            | Sim            | Sim            | [ 76 ] [ 77 ] |
| 2011 | 60 Seconds of Solitude in Year Zero | Edição                         | Sim            | Sim            |                | [ 78 ]        |
| 2012 | Cheongchul-eoram                    | —                              | Sim            | Sim            |                |               |
| 2013 | V                                   | Vídeo musical de Lee Jung-hyun | Sim            | Sim            |                | [ 79 ] [ 80 ] |
| 2014 | A Rose Reborn                       | Para Ermenegildo Zegna         | Sim            | Sim            |                | [ 81 ]        |
| 2017 | Decades Apart                       | —                              | Sim            | Sim            | Sim            | [ 82 ]        |
| 2022 | Life Is But a Dream                 | —                              | Sim            | Sim            |                |               |

### Televisão
| Ano          | Título                  | Creditado como | Creditado como | Creditado como     | Notas             | Ref.   |
| Ano          | Título                  | Diretor        | Roteirista     | Produtor executivo | Notas             | Ref.   |
| ------------ | ----------------------- | -------------- | -------------- | ------------------ | ----------------- | ------ |
| 2018         | The Little Drummer Girl | Sim            |                | Sim                |                   | [ 83 ] |
| 2020–present | Snowpiercer             |                |                | Sim                |                   | [ 84 ] |
| 2024         | The Sympathizer         | 3 episodes     | 7 episodes     | Sim                | Também co-criador | [ 85 ] |

## Obras publicadas
| Ano  | Título traduzido            | Título coreano  | Páginas | Editora                     | ISBN               | Ref.          |
| ---- | --------------------------- | --------------- | ------- | --------------------------- | ------------------ | ------------- |
| 2005 | Montagem de Park Chan-wook  | 박찬욱의 몽타주 | 299     | Caminhada mental (마음산책) | ISBN 89-89351-81-2 | [ 86 ] [ 87 ] |
| 2005 | Homenagem de Park Chan-wook | 박찬욱의 오마주 | 528     | Caminhada mental (마음산책) | ISBN 89-89351-82-0 | [ 88 ] [ 89 ] |